# Supercopa d'Espanya de futbol 2001
La Supercopa d'Espanya de 2001 va ser un trofeu disputat a dos partits els dies 19 i 22 d'agost de 2001. La van disputar el Real Zaragoza, que havia guanyat la Copa del Rei 2000–01, i el Reial Madrid, que havia guanyat la Lliga 2000–01. El Real Madrid va guanyar 4-1 en el resultat global.

## Detalls de partit

### Anada
| Real Zaragoza | 1–1     | Reial Madrid  |
| ------------- | ------- | ------------- |
| Yordi 79'     | Informe | Conceição 54' |

| Real Zaragoza | Reial Madrid |

|             |    |                  |  |     |
|             |    |                  |  |     |
| GK          | 13 | César Láinez     |  |     |
| RB          | 16 | Pablo Díaz       |  | 73' |
| CB          | 6  | Xavi Aguado (c)  |  |     |
| CB          | 23 | Paco Jémez       |  |     |
| LB          | 25 | Esquerdinha      |  |     |
| RM          | 7  | Juanele          |  |     |
| CM          | 14 | José Ignacio     |  |     |
| CM          | 20 | Roberto Acuña    |  |     |
| LM          | 11 | Martín Vellisca  |  | 73' |
| CF          | 3  | Paulo Jamelli    |  |     |
| CF          | 9  | Yordi            |  |     |
| Substituts: |    |                  |  |     |
| DF          | 4  | Luis Cuartero    |  | 73' |
| FW          | 24 | Luciano Galletti |  | 73' |
| Entrenador: |    |                  |  |     |
| Txetxu Rojo |    |                  |  |     |

|                    |    |                     |  |     |
|                    |    |                     |  |     |
| GK                 | 13 | César Sánchez       |  |     |
| RB                 | 2  | Míchel Salgado      |  |     |
| CB                 | 18 | Aitor Karanka       |  |     |
| CB                 | 4  | Fernando Hierro (c) |  |     |
| LB                 | 3  | Roberto Carlos      |  |     |
| DM                 | 24 | Claude Makelele     |  |     |
| DM                 | 16 | Flávio Conceição    |  |     |
| RM                 | 10 | Luís Figo           |  | 88' |
| AM                 | 5  | Zinedine Zidane     |  | 80' |
| LM                 | 21 | Santiago Solari     |  | 70' |
| CF                 | 7  | Raúl                |  |     |
| Substituts:        |    |                     |  |     |
| MF                 | 8  | Steve McManaman     |  | 70' |
| FW                 | 9  | Fernando Morientes  |  | 80' |
| MF                 | 20 | Albert Celades      |  | 88' |
| Entrenador:        |    |                     |  |     |
| Vicente del Bosque |    |                     |  |     |

### Tornada
| Reial Madrid       | 3–0     | Real Zaragoza |
| ------------------ | ------- | ------------- |
| Raúl 74', 81', 89' | Informe |               |

| Reial Madrid | Real Zaragoza |

|                    |    |                     |     |     |
|                    |    |                     |     |     |
| GK                 | 1  | Iker Casillas       |     |     |
| RB                 | 2  | Míchel Salgado      |     |     |
| CB                 | 18 | Aitor Karanka       |     |     |
| CB                 | 4  | Fernando Hierro (c) |     |     |
| LB                 | 3  | Roberto Carlos      |     | 85' |
| DM                 | 24 | Claude Makelele     |     |     |
| DM                 | 16 | Flávio Conceição    |     |     |
| AM                 | 10 | Luís Figo           |     |     |
| AM                 | 5  | Zinedine Zidane     |     | 71' |
| CF                 | 9  | Fernando Morientes  | 29' | 67' |
| CF                 | 7  | Raúl                |     |     |
| Substituts:        |    |                     |     |     |
| MF                 | 14 | Guti                |     | 67' |
| MF                 | 11 | Sávio               |     | 71' |
| MF                 | 21 | Santiago Solari     |     | 85' |
| Entrenador:        |    |                     |     |     |
| Vicente del Bosque |    |                     |     |     |

|             |    |                  |     |     |
|             |    |                  |     |     |
| GK          | 13 | César Láinez     |     |     |
| RB          | 22 | Gary Sundgren    | 17' |     |
| CB          | 6  | Xavi Aguado (c)  |     |     |
| CB          | 23 | Paco Jémez       |     |     |
| LB          | 25 | Esquerdinha      |     |     |
| DM          | 14 | José Ignacio     | 66' |     |
| DM          | 20 | Roberto Acuña    |     |     |
| RM          | 24 | Luciano Galletti | 43' | 59' |
| AM          | 8  | Santiago Aragón  |     | 74' |
| LM          | 11 | Martín Vellisca  |     | 81' |
| CF          | 3  | Paulo Jamelli    |     |     |
| Substituts: |    |                  |     |     |
| DF          | 4  | Luis Cuartero    |     | 59' |
| FW          | 9  | Yordi            |     | 74' |
| FW          | 7  | Juanele          |     | 81' |
| Entrenador: |    |                  |     |     |
| Txetxu Rojo |    |                  |     |     |

## Campió
| Campió de la Supercopa d'Espanya 2001 |
| ------------------------------------- |
| Reial Madrid 6è títol                 |